# Vene spinale posterioare
Venele spinale posterioare sunt venele mici care drenează sângele din măduva spinării dorsală.